# Castello di Saarbrücken
Il Castello (in tedesco: Schloss) di Saarbrücken è un complesso nobiliare barocco nel capoluogo della Saarland, Saarbrücken. Si trova nel quartiere detto Alt-Saarbrücken (vecchia Saarbrücken) sulla riva sinistra della Saar. La struttura attuale ha sostituito l'iniziale castello medioevale e un secondo castello di età rinascimentale.
Il castello è oggi occupato prevalentemente da uffici amministrativi, nonché in parte dal Museo Storico della Saar. Sotto la Piazza del Castello sono stati messi in luce resti del Castello Medievale con alcune casematte.

## Storia

### Fino al XVI secolo
Le fonti storiche nominano nel 999 Castell Sarabruca, che nel 1009 viene indicato con il nome di Veste (= fortezza) Sarebrugka. Enrico IV donò Castel Salentburca ad Adalberone III, vescovo di Metz. La fortezza fu distrutta nel 1168 per ordine dell'imperatore Federico Barbarossa. Successivamente, nel 1277, documenti di archivio menzionano Castel e Bourg.
Un documento datato 1485 riporta che il conte Giovanni III di Nassau-Saarbrücken aveva ricevuto nel precedente 1459 "entrambe le città" da fortificare e difendere. Giovanni IV della medesima linea di conti costruì nel 1563 ulteriori fortificazioni e un ponte levatoio. Filippo IV nel 1575 costruì la Sommerhaus(casa d'estate).

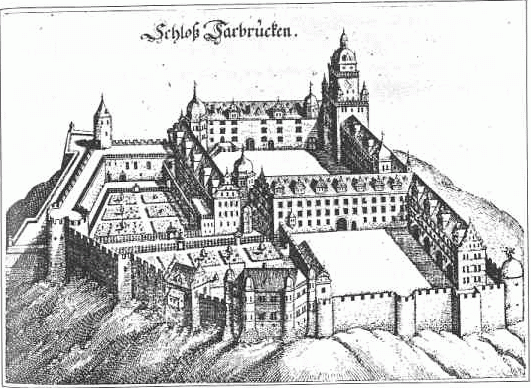
Panoramica del Castello secondo Merian (prima metà del Seicento)

### Seicento e Settecento
Il castello fu distrutto da truppe imperiali il 16 maggio 1677 e fu ricostruito nel 1696 a cura dell'architetto Josef C. Motte, per la contessa Eleonora Clara, vedova di Gustavo Adolfo di Nassau-Saarbrücken.

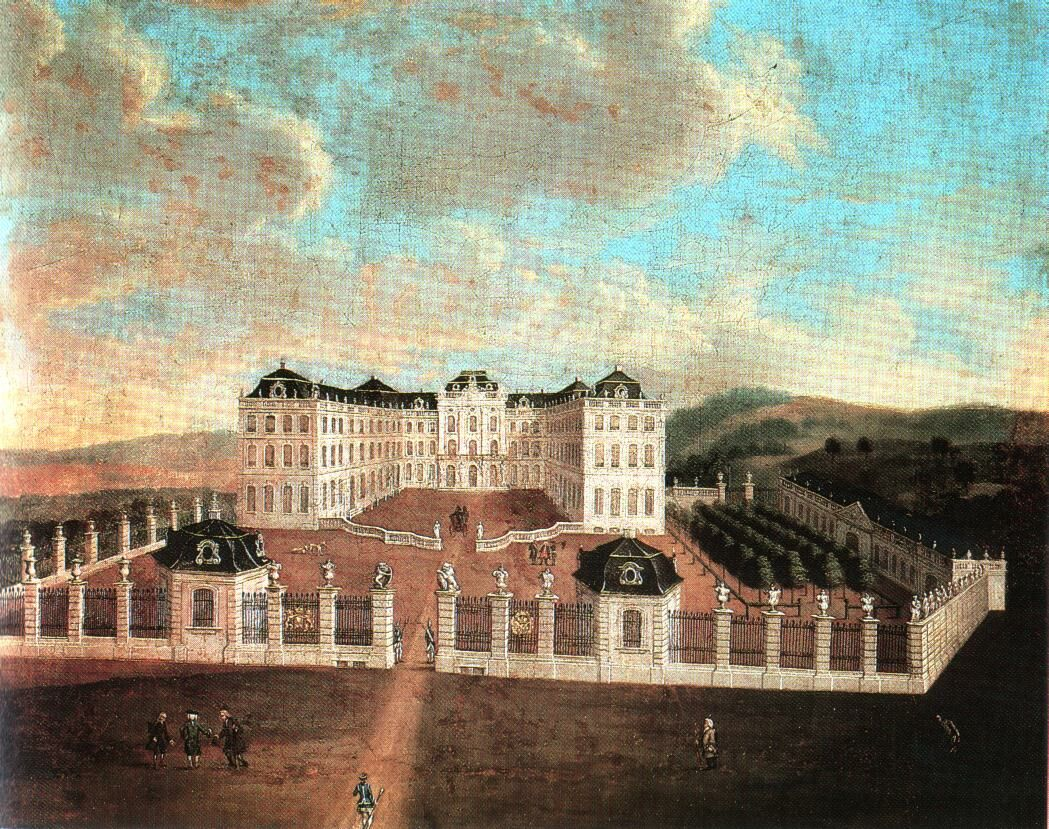
Il Castello di Saarbrücken dopo la ricostruzione curata da Stengel

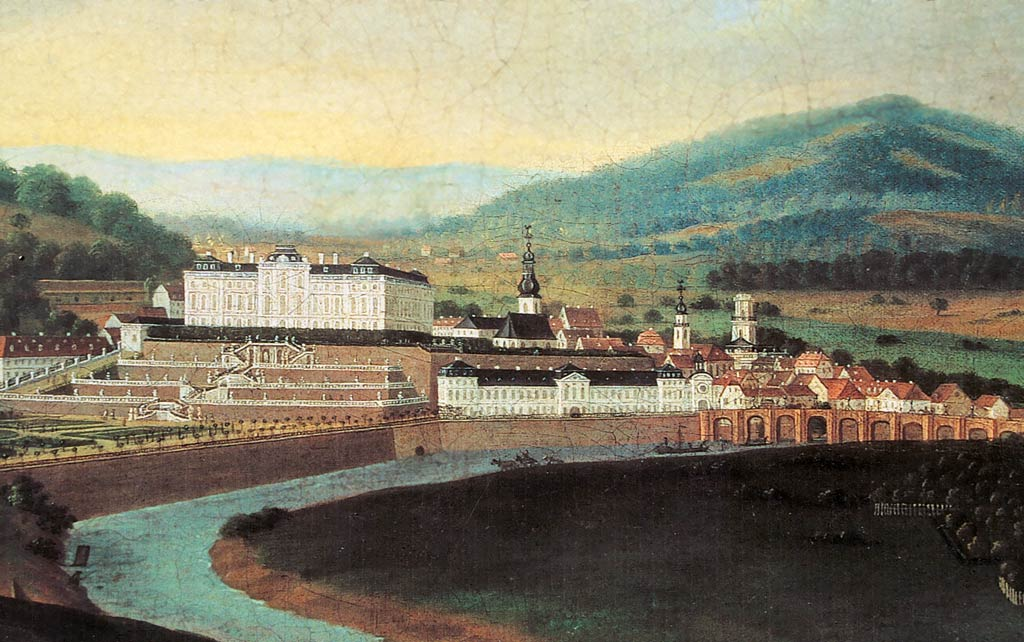
Veduta del Castello e della città intorno al 1770

Dopo la morte di Federico Luigi di Nassau-Saarbrücken nel 1728 il Castello passò ai conti di Nassau-Usingen, che affidarono all'architetto Friedrich Joachim Stengel numerose attività in tutta la città, tra cui anche (1748) il rifacimento del Castello con funzioni esclusivamente residenziali e non più difensive.

### XIX e XX Secolo

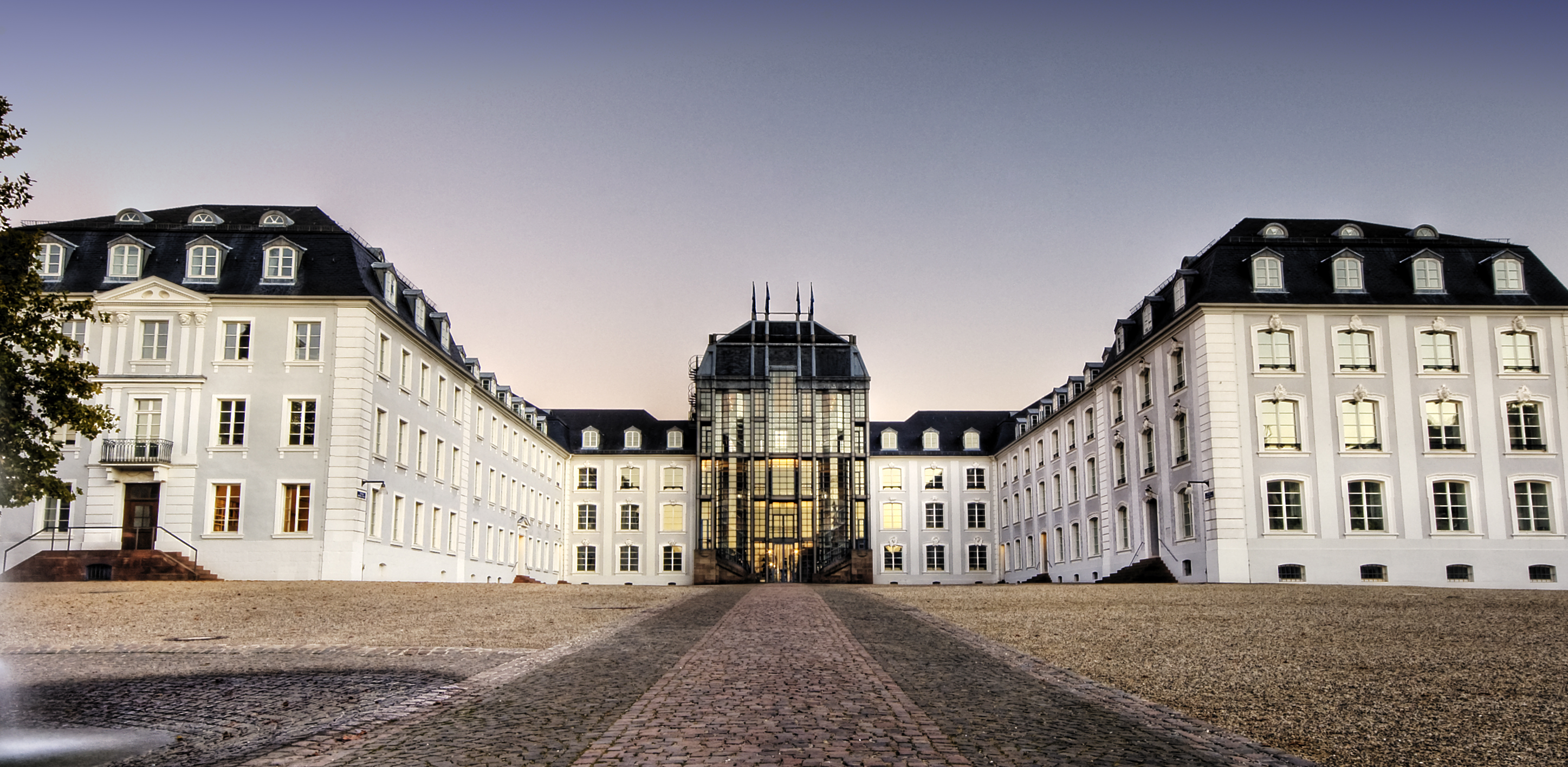
Il Castello di Saarbrücken visto dal Municipio Vecchio

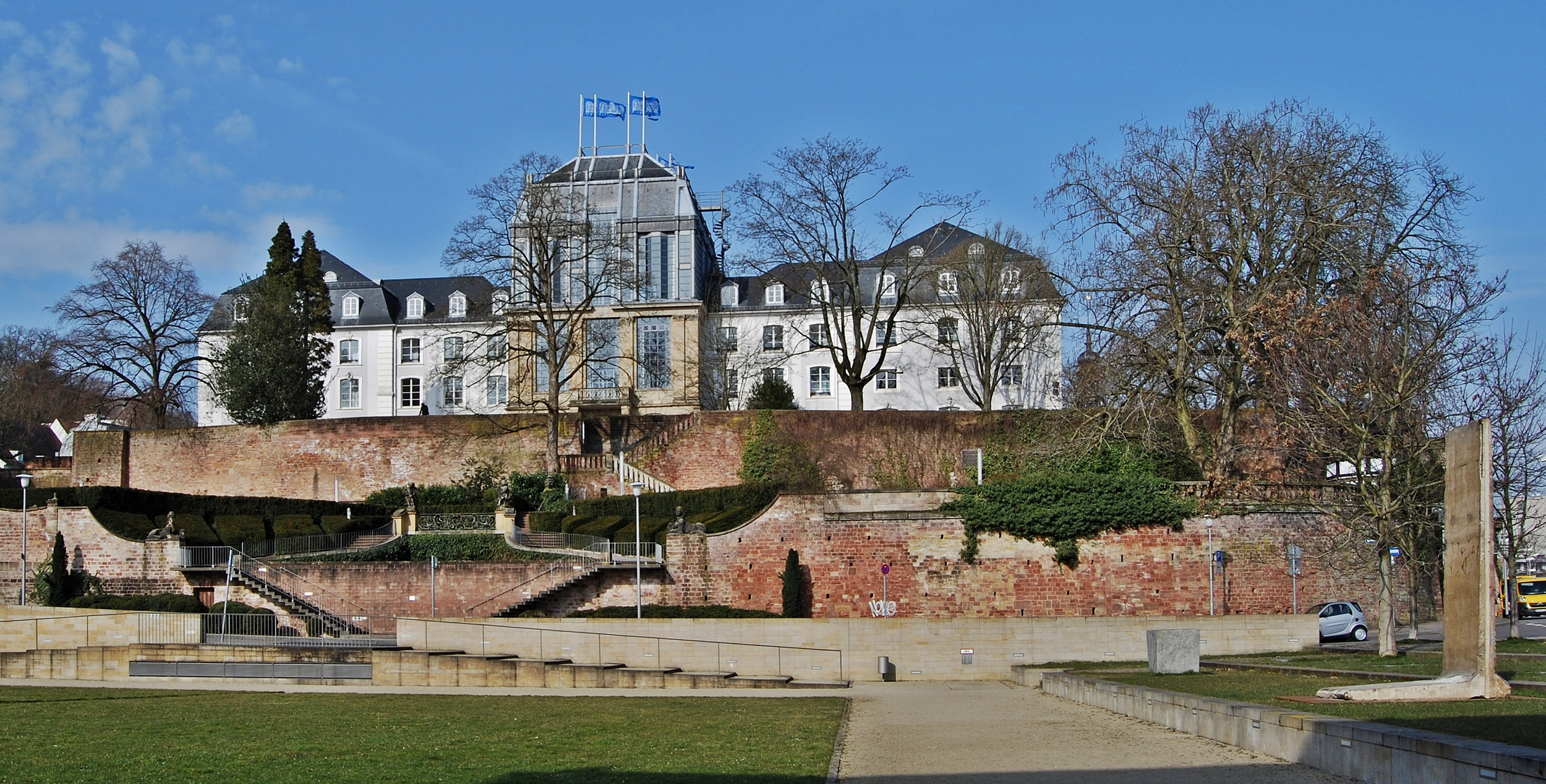
Retro del Castello, ripreso dal Palazzo del Parlamento

Nel 1793, all'epoca della Rivoluzione Francese, il Castello fu gravemente danneggiato da un incendio. Nel 1810 fu ricostruito e assegnato a otto famiglie della borghesia cittadina. Infine tra il 1908 e il 1920 il Castello passò all'amministrazione pubblica del Circondario di Saarbrücken.
Nel frattempo, ulteriori lavori avevano cambiato alcuni aspetti del Castello, che rimaneva comunque molto più piccolo del complesso di età barocca.
Nel 1938 fu aggiunta una facciata in stile neobarocco per la parte centrale del cortile.
Sotto il Nazismo il Castello fu usato come base della Gestapo (la circostanza è ricordata oggi dalla Piazza del Memoriale Invisibile, in tedesco Platz des Unsichtbaren Mahnmal, di fronte al Castello).
Durante la Seconda Guerra Mondiale l'ala occidentale fu gravemente danneggiata ma fu ricostruita poco dopo, nel 1947/48.
A causa del deterioramento dell'edificio, le autorità di Saarbrücken decisero nel 1981 di procedere a un risanamento dell'edificio, con la costruzione di un nuovo padiglione centrale di aspetto moderno. I lavori si conclusero nel 1989; vi contribuì tra gli altri l'architetto Gottfried Böhm, che creò un padiglione centrale secondo canoni artistici contemporanei.